# 廊坊市

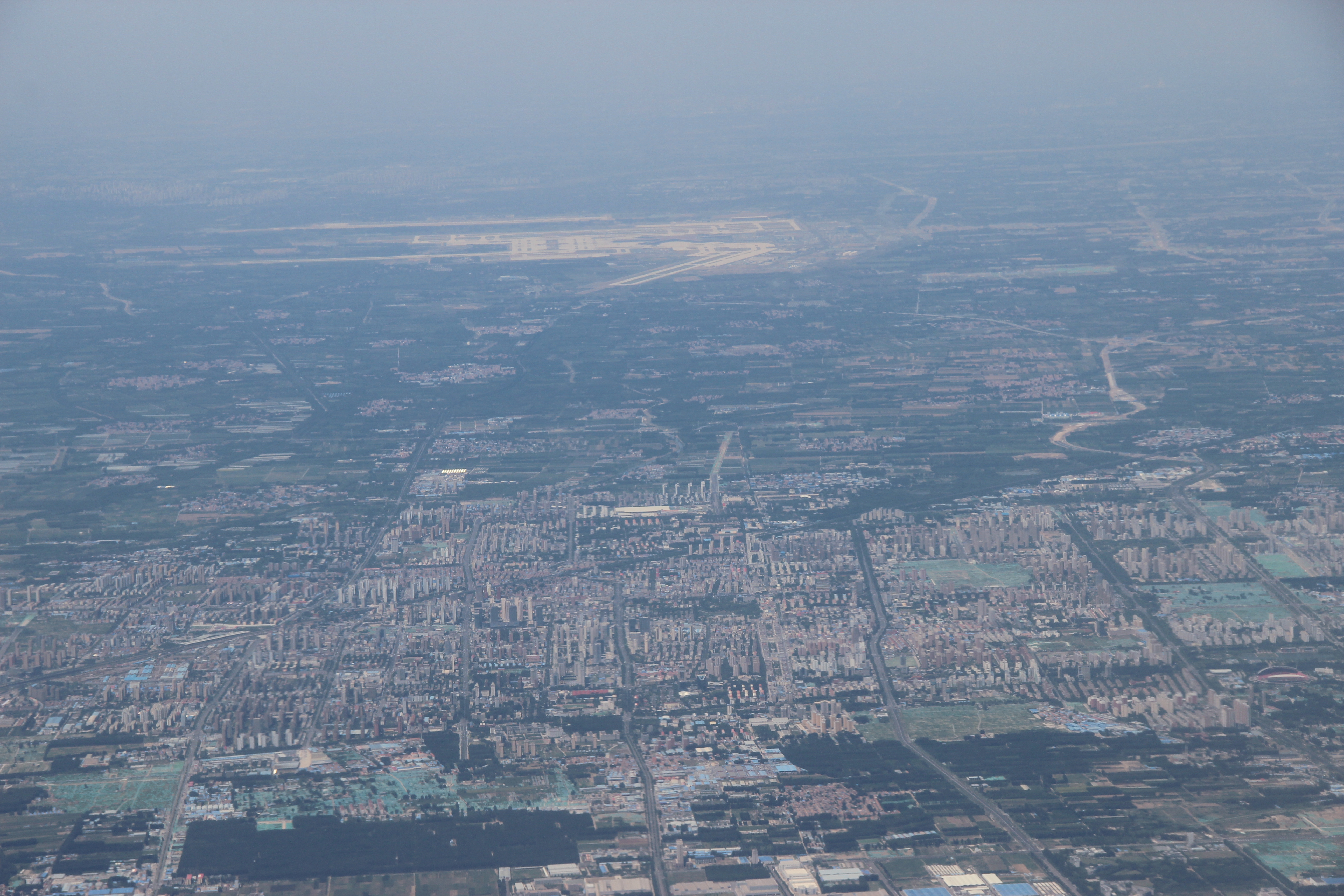
廊坊市と北京大興国際空港

廊坊市（ろうぼう-し/ランファン-し、拼音: Lángfáng）は、中華人民共和国河北省に位置する地級市。常住人口約474.1万人（2017年）。中国直轄市の北京市および天津市のほぼ中間に位置し、河北省の地級市である滄州市および保定市と接する。北京市と天津市に囲まれた部分（三河市・香河県・大廠回族自治県）が飛び地となっている。
世界最大のデータセンターが設置された都市。データセンターの総面積は58万5千平方メートル。

## 歴史
- 1988年に地級市として設置される。
- 1988年国家双擁模範市を受賞。
- 2003年全国投資環境信用安全区を受賞。
- 2003年全国科学先進市を受賞。
- 2003年中国優秀観覧市を受賞。
- 2003年5月18日、全国建設レベル調査で中等レベル市として「ISO141001環境管理体系認証」を通過、「ISO141000国家師範区」となり。
- 2004年科学警備強化模範市を受賞。
- 2005年新華社に中国二十番目の投資政区を報道。
- 2006年全国礼儀発展先進市を受賞。
- 2006年全国緑化模範市を受賞。
- 2006年環境保護模範市を受賞。
- 2006年国家園林市を受賞。
- 2006年オゾン層保護模範市を受賞。
- 2007年国家節水先進市を受賞。
- 2007年魅力的金融生態先進市を受賞。
- 2007年中国ライフ環境賞を受賞。
- 2010年9月8日、第十三回河北省運動会を開催
- 2010年9月3日から6日まで、第十五回中国国際生態建築材料、街建設博覧会会場。第三回河北省城市建設博覧会会場。
- 2010年中国信用環境城市トップを受賞。

## 行政区画
2市轄区・2県級市・5県・1自治県を管轄する。
- 市轄区：
  - 広陽区・安次区
- 県級市：
  - 覇州市・三河市
- 県：
  - 永清県・固安県・文安県・大城県・香河県
- 自治県：
  - 大廠回族自治県

| 廊坊市の地図                                                                     |
| -------------------------------------------------------------------------------- |
| 安次区 広陽区 固安県 永清県 香河県 大城県 文安県 大廠 · 回族自治県 覇州市 三河市 |

### 年表
この節の出典

#### 廊坊地区
- 1973年12月2日 - 天津地区が廊坊地区に改称。(8県1自治県)
- 1979年3月20日 - 安次県の一部(芦台農場・漢沽農場)が唐山市路南区に編入。(8県1自治県)
- 1981年12月7日 - 安次県の一部が分立し、廊坊市が発足。(1市8県1自治県)
- 1983年3月3日 - 安次県が廊坊市に編入。(1市7県1自治県)
- 1988年9月13日 - 廊坊地区が地級市の廊坊市に昇格。

#### 廊坊市
- 1988年9月13日 - 廊坊地区が地級市の廊坊市に昇格。(1区7県1自治県)
  - 廊坊市が区制施行し、安次区となる。
- 1990年1月4日 - 覇県が市制施行し、覇州市となる。(1区1市6県1自治県)
- 1993年3月3日 - 三河県が市制施行し、三河市となる。(1区2市5県1自治県)
- 2000年3月7日 - 安次区の一部が分立し、広陽区が発足。(2区2市5県1自治県)

## 交通
空港
- 北京大興国際空港

※北京市大興区と跨いでいる。
鉄道
- 京滬線
  - 広陽駅（中国語版）
- 京滬高速鉄道
  - 廊坊駅
- 京雄都市間鉄道
  - 大興機場駅(広陽区)-固安東駅(固安県)-覇州北駅(覇州市)
- 津興都市間鉄道（中国語版）
  - 固安東駅
- 懐興都市間鉄道（中国語版）
  - 廊坊北駅（中国語版）-廊坊西駅（中国語版）-(北京市)-大興機場駅
- 北京地下鉄大興機場線
  - 大興機場駅(広陽区)
- 北京地下鉄平谷線(22号線)2024-2025年開通予定
  - 燕郊鎮駅-神威大街駅-潮白大街駅-潮白大街駅-高楼駅-斉心荘駅(全て三河市)

## 友好都市
- 松本市（日本）1995年3月21日